# Tautendorf (Turyngia)
Tautendorf – miejscowość i gmina w Niemczech, w kraju związkowym Turyngia, w powiecie Saale-Holzland, wchodzi w skład wspólnoty administracyjnej Hügelland/Täler.